# Monsters in Live
Albums de Dionysos
Whatever the Weather Time Machine Experience
Monsters in Live est le deuxième album enregistré en public du groupe de rock français Dionysos. Cet album live, sorti entre Monsters in Love et La Mécanique du cœur, est l'enregistrement du concert au Zénith de Paris le 28 octobre 2006 avec l'orchestre Synfonietta de Belfort. Il existe également un DVD de ce concert.

## Titres de l'album
1. Giant Jack's Theme
2. Giant Jack
3. Thank You Satan
4. L'Homme qui pondait des œufs
5. Miss Acacia
6. Old Child
7. Tes lacets sont des fées
8. Monsters in Love
9. Lips Story in a Chocolate River
10. La Métamorphose de mister chat
11. McEnroe's Poetry
12. Neige
13. Midnight Letter
14. Song for Jedi
15. Coccinelle II